# Chromosome 8 humain
Le chromosome 8 est un des 23 chromosomes humains. C'est l'un des 22 autosomes.

## Caractéristiques du chromosome 8
- Nombre de paires de base : 146 274 826
- Nombre de gènes : 794
- Nombre de gènes connus : 692
- Nombre de pseudo gènes : 364
- Nombre de variations des nucléotides (S.N.P ou single nucleotide polymorphisme): 432 757

## Maladies localisées sur le chromosome 8
- La nomenclature utilisée pour localiser un gène est décrite dans l'article de celui-ci
- Les maladies en rapport avec des anomalies génétiques localisées sur le chromosome 8 sont :

| Maladies localisées sur le chromosome 8                               | Maladies localisées sur le chromosome 8 | Maladies localisées sur le chromosome 8 | Maladies localisées sur le chromosome 8 | Maladies localisées sur le chromosome 8 | Maladies localisées sur le chromosome 8 |
| --------------------------------------------------------------------- | --------------------------------------- | --------------------------------------- | --------------------------------------- | --------------------------------------- | --------------------------------------- |
| Pathologie                                                            | Transmission                            | O.M.I.M                                 | Locus                                   | Gène                                    | Protéine codée par le gène              |
| Bras long                                                             |                                         |                                         |                                         |                                         |                                         |
| Syndrome de Rothmund-Thomson                                          | Récessive                               | 268400                                  | q24.3                                   | RECQL4                                  |                                         |
| Maladie de Charcot-Marie-Tooth type 4D                                |                                         |                                         | q24.3                                   | NDRG1                                   |                                         |
|                                                                       |                                         |                                         |                                         |                                         |                                         |
| Syndrome Tricho-rhino-phalangien type 1                               | Dominante                               | 190350                                  | q24.12                                  | TRPS1                                   |                                         |
| Syndrome Tricho-rhino-phalangien type 2                               | Dominante                               | 190230                                  | q24.11-24.13                            | TRPS1-EXT1                              |                                         |
|                                                                       |                                         |                                         | q24                                     |                                         |                                         |
|                                                                       |                                         |                                         |                                         |                                         |                                         |
|                                                                       |                                         |                                         |                                         |                                         |                                         |
|                                                                       |                                         |                                         |                                         |                                         |                                         |
|                                                                       |                                         |                                         |                                         |                                         |                                         |
| Tétralogie de Fallot                                                  |                                         | 187500                                  | q23                                     | ZFPM2                                   |                                         |
|                                                                       |                                         |                                         | q23                                     |                                         |                                         |
|                                                                       |                                         |                                         |                                         |                                         |                                         |
|                                                                       |                                         |                                         |                                         |                                         |                                         |
|                                                                       |                                         |                                         |                                         |                                         |                                         |
|                                                                       |                                         |                                         |                                         |                                         |                                         |
| Syndrome de Cohen                                                     | Récessive                               | 216550                                  | q22-q23                                 | COH1                                    |                                         |
|                                                                       |                                         |                                         | q22                                     |                                         |                                         |
|                                                                       |                                         |                                         |                                         |                                         |                                         |
|                                                                       |                                         |                                         |                                         |                                         |                                         |
|                                                                       |                                         |                                         |                                         |                                         |                                         |
| Hyperplasie congénitale des surrénales Déficit en 11-bêta-hydroxylase | Récessive                               |                                         | q21                                     | CYP11B1                                 | Cytochrome P450 C11                     |
|                                                                       |                                         |                                         |                                         |                                         |                                         |
| Syndrome Branchio-Oto-Rénal                                           | Dominante                               | 113650                                  | q13.3                                   | EYA1                                    | Eyes absent homolog 1                   |
| Ataxie avec déficit isolé en vitamine E                               | Récessive                               | 277460                                  | q13.1-q13.3                             | TTPA                                    |                                         |
|                                                                       |                                         |                                         |                                         |                                         |                                         |
| Maladie de Charcot-Marie-Tooth type 4A                                |                                         |                                         | q13                                     | GDAP1                                   |                                         |
|                                                                       |                                         |                                         |                                         |                                         |                                         |
|                                                                       |                                         |                                         |                                         |                                         |                                         |
|                                                                       |                                         |                                         |                                         |                                         |                                         |
| Syndrome CHARGE                                                       | Dominante                               | 214800                                  | q12.1                                   | CHD7                                    |                                         |
|                                                                       |                                         |                                         | q12                                     |                                         |                                         |
|                                                                       |                                         |                                         |                                         |                                         |                                         |
|                                                                       |                                         |                                         |                                         |                                         |                                         |
|                                                                       |                                         |                                         |                                         |                                         |                                         |
|                                                                       |                                         |                                         |                                         |                                         |                                         |
|                                                                       |                                         |                                         |                                         |                                         |                                         |
|                                                                       |                                         |                                         | q11                                     |                                         |                                         |
|                                                                       |                                         |                                         |                                         |                                         |                                         |
|                                                                       |                                         |                                         |                                         |                                         |                                         |
|                                                                       |                                         |                                         |                                         |                                         |                                         |
| Bras court                                                            |                                         |                                         |                                         |                                         |                                         |
|                                                                       |                                         |                                         | p11                                     |                                         |                                         |
|                                                                       |                                         |                                         |                                         |                                         |                                         |
|                                                                       |                                         |                                         |                                         |                                         |                                         |
|                                                                       |                                         |                                         | p12                                     |                                         |                                         |
|                                                                       |                                         |                                         |                                         |                                         |                                         |
|                                                                       |                                         |                                         |                                         |                                         |                                         |
|                                                                       |                                         |                                         |                                         |                                         |                                         |
|                                                                       |                                         |                                         |                                         |                                         |                                         |
|                                                                       |                                         |                                         | p13                                     |                                         |                                         |
|                                                                       |                                         |                                         |                                         |                                         |                                         |
|                                                                       |                                         |                                         |                                         |                                         |                                         |
|                                                                       |                                         |                                         |                                         |                                         |                                         |
|                                                                       |                                         |                                         |                                         |                                         |                                         |
|                                                                       |                                         |                                         |                                         |                                         |                                         |
|                                                                       |                                         |                                         |                                         |                                         |                                         |
|                                                                       |                                         |                                         |                                         |                                         |                                         |
| Maladie de Charcot-Marie-Tooth type 1F                                |                                         |                                         | p21                                     | NEFL                                    |                                         |
| Maladie de Charcot-Marie-Tooth type 2E                                |                                         |                                         | p21                                     | NEFL                                    |                                         |
| Syndrome de Roberts                                                   | 268300                                  | Récessive                               | p21.1                                   | ESCO2                                   |                                         |
|                                                                       |                                         |                                         |                                         |                                         |                                         |
|                                                                       |                                         |                                         |                                         |                                         |                                         |
| Maladie de Farber                                                     | 228000                                  | Récessive                               | p22-p21.3                               | ASAH                                    |                                         |
| Déficit familial en lipoprotéine lipase                               | 238600                                  | Récessive                               | p22                                     | LPL                                     |                                         |
|                                                                       |                                         |                                         |                                         |                                         |                                         |
|                                                                       |                                         |                                         |                                         |                                         |                                         |
|                                                                       |                                         |                                         |                                         |                                         |                                         |
|                                                                       |                                         |                                         |                                         |                                         |                                         |

## Caractéristiques
La KHDRBS3 (pour « KH domain-containing, RNA-binding, signal transduction-associated protein 3 » en anglais) est une protéine codée par le gène KHDRBS3, présent sur le chromosome 8 humain et le chromosome 15 de la souris,,.

## Sources
- (en) Ensemble Genome Browser
- (en) Online Mendelian Inheritance in Man, OMIM (TM). Johns Hopkins University, Baltimore, MD.

1. ↑  (en) Venables JP, Vernet C, Chew SL, Elliott DJ, Cowmeadow RB, Wu J, Cooke HJ, Artzt K, Eperon IC, « T-STAR/ETOILE: a novel relative of SAM68 that interacts with an RNA-binding protein implicated in spermatogenesis », Hum Mol Genet, vol. 8, no 6,‎ juillet 1999, p. 959–69 (PMID 10332027, DOI 10.1093/hmg/8.6.959).
2. ↑  (en) Lee J, Burr JG, « Salpalpha and Salpbeta, growth-arresting homologs of Sam68 », Gene, vol. 240, no 1,‎ janvier 2000, p. 133–47 (PMID 10564820, DOI 10.1016/S0378-1119(99)00421-7).
3. ↑  (en) « Entrez Gene: KHDRBS3 KH domain containing, RNA binding, signal transduction associated 3 ».